# Lijst van imitaties in Koppensnellers
Onderstaande lijst geeft een compleet overzicht van de imitaties in Koppensnellers en de voorafgaande oudejaarsspecial Topkijkers.
Dit televisieprogramma is de opvolger van Kopspijkers en  bestaat wederom uit een gedeelte waarin cabaretiers bekende personen imiteren.
De eerste datum dat het personage geïmiteerd werd, staat tussen haakjes.

## Niek Barendsen
- Jan Paparazzi (25 februari 2006)
- Adolf Hitler (18 maart 2006)

## Roel Bloemen
- John de Mol (15 april 2006)

## Mike Boddé
- Ivo Opstelten (14 januari 2006, 22 april 2006)
- Bram Moszkowicz (4 februari 2006)
- Geert Wilders (11 februari 2006)
- Prins Willem-Alexander (18 februari 2006)
- Robert Jensen (25 februari 2006)
- Erica Terpstra (4 maart 2006)
- Elton John (18 maart 2006)
- Hilbrand Nawijn (1 april 2006)
- Bernardo Provenzano (15 april 2006)

## Annick Boer
- Nel Veerkamp (30 december 2005)
- Elleke van Doorn (14 januari 2006)
- Kim Holland (21 januari 2006)
- Heleen van Royen (18 maart 2006)
- Kate Winslet (1 april 2006)
- Giorgia Todrani (6 mei 2006)
- Nebahat Albayrak (3 maart 2007)
- Joke de Kruijf (17 maart 2007)

## Rosemarijn van Bohemen
- Milou Frencken (24 februari 2007)

## Jeroen van der Boom
- Joop van den Ende (17 maart 2007)

## Kees Boot
- Ron Breedveld (24 februari 2007)
- Henk ten Cate (13 mei 2006)

## Tina de Bruin
- Hermien van der Weide (4 maart 2006)

## Tom van den Busken
- Jaap Stam (4 februari 2006)

## Martijn Hillenius

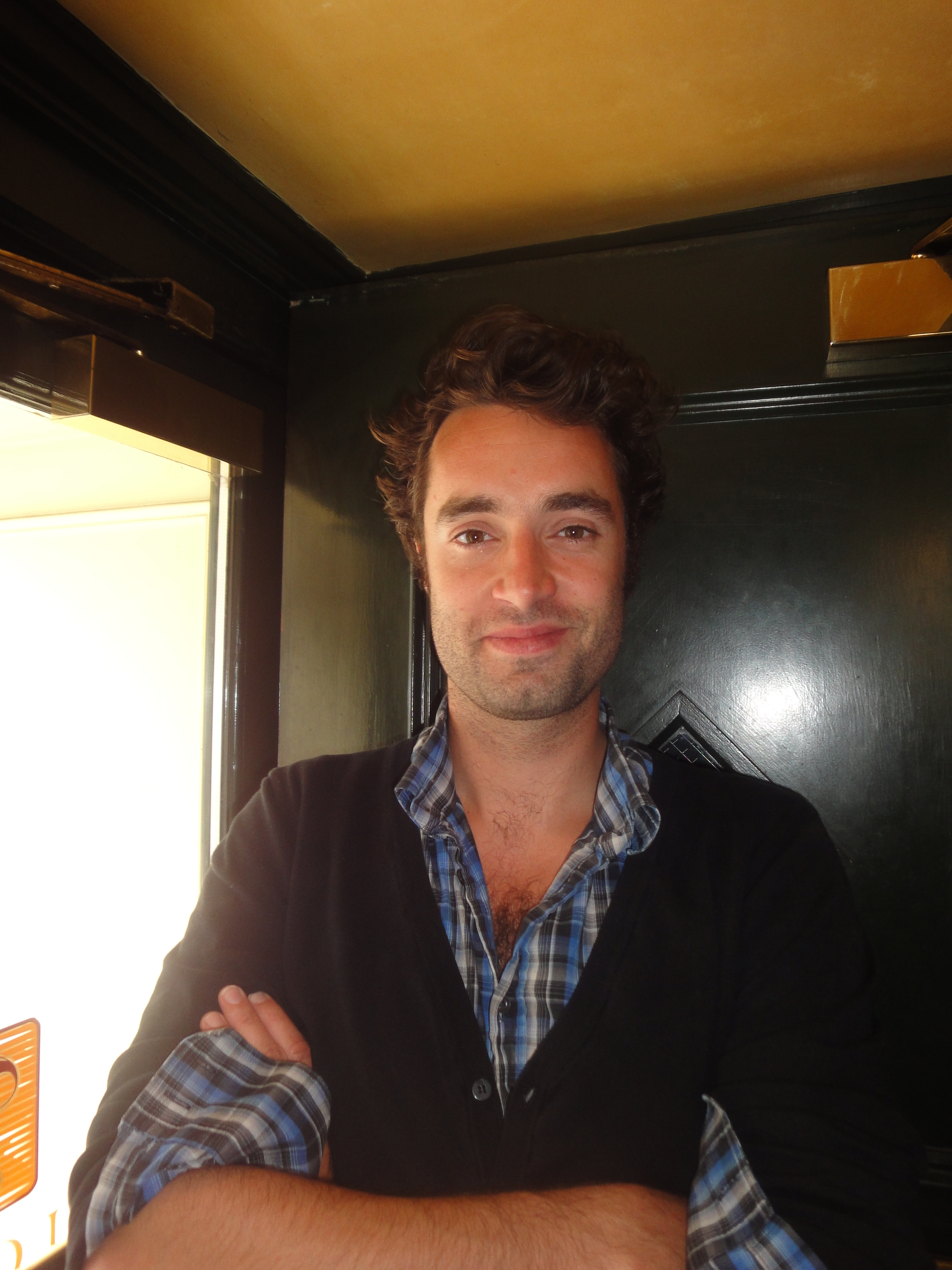
Martijn Hillenius tijdens de opnames van Spijkers met koppen

- Willem Holleeder (24 februari 2007)

## Carice van Houten
- Georgina Verbaan (6 mei 2006)

## Steef Hupkes
- Ben Cramer (17 maart 2007)

## Anne-Marie Jung
- Noraly Beyer (14 januari 2006)

## Alex Klaasen
- Freddie Mercury (30 december 2005)
- Vader Abraham (21 januari 2006)
- Ara Halici (11 februari 2006)
- Paul van Vliet (25 februari 2006)
- Gert Timmerman (4 maart 2006)
- Maik de Boer (8 april 2006)
- Dr. Phil (15 april 2006)
- Jacques Brel (22 april 2006)
- John de Wolf (29 april 2006)
- Andrea Bocelli (6 mei 2006)
- Armin Meiwes (13 mei 2006)
- Frank Sinatra (20 mei 2006)
- Norbert de Jonge (17 september 2006)
- Alexander Pechtold (13 oktober 2006)
- Martin van Dijk (24 februari 2007)
- Ahmed Aboutaleb (3 maart 2007)
- Bill van Dijk (17 maart 2007)

## Daniel Koopmans
- Wouter Bos (oktober 2006)
- Henkjan Smits (3 maart 2007)

## Frank Lammers
- Edwin de Roy van Zuydewijn (4 maart 2006)
- Slobodan Milošević (18 maart 2006)
- Maarten van Rossem (8 april 2006)
- Kim Jong Il (13 oktober 2006)
- Joost Prinsen (24 februari 2007)
- Desi Bouterse (17 maart 2007)

## Thomas van Luyn
- Joost Eerdmans (30 december 2005)
- Ben Bot (14 januari 2006)
- Job Cohen (21 januari 2006)
- Jelle Klaasen (21 januari 2006)
- Johan Remkes (30 december 2005)
- Danny Blind (4 februari 2006)
- Gerard Spong (25 februari 2006)
- Jozias van Aartsen (11 maart 2006)
- Ferry Mingelen (18 maart 2006, 20 mei 2006)
- Prins Filip (1 april 2006)
- Silvio Berlusconi (8 april 2006)
- Harry Mulisch (15 april 2006)
- Maxime Verhagen (15 april 2006)
- Jort Kelder (6 mei 2006)

## Hadewych Minis
- Máxima Zorreguieta (18 februari 2006)
- Lousewies van der Laan (11 maart 2006)

## Daniela Oonk
- Lous Haasdijk (14 januari 2006)

## Ellen Pieters
- Hanny Veerkamp (30 december 2005)
- Rita Verdonk (30 december 2005)

## Martine Sandifort
- Prinses Amalia (18 februari 2006)
- Prinses Margarita (4 maart 2006)
- Jelleke Veenendaal (8 april 2006)
- Natascha Kampusch (17 september 2006)

## Patrick Stoof
- Ratko Mladic (25 februari 2006)
- Kay van de Linde (20 mei 2006)
- Abraham Moszkowicz (24 februari 2007)
- Jan Marijnissen

## Rop Verheijen
- Geert Wilders (3 maart 2007)

## Lucretia van der Vloot
- Ayaan Hirsi Ali (20 mei 2006)

## Viggo Waas
- Samir Azzouz (28 januari 2006)
- Johan Cruijff (4 maart 2006)
- Osama bin Laden (22 april 2006)

## Sanne Wallis de Vries
- Koningin Beatrix (30 december 2005)
- Melanie Schultz van Haegen (4 februari 2006)
- Jerney Kaagman (11 maart 2006)
- Rachel Hazes (13 mei 2006)

## Jack Wouterse
- Raymond van Barneveld (21 januari 2006)

## Sjoerd van Ramshorst(Gouden Balkenende 2006)
- Huub van der Lubbe (8 december 2006)

## Overige Karakters
Naast het persifleren van Bekende Nederlanders, kwamen er ook andere fictief / verzonnen figuren voorbij:
- Annick Boer = VVD Vrouw #1 (11 maart 2006)
- Kees Boot = Wapen Handelaar (22 april 2006)
- Tina de Bruin = Carla van Dommelen (BIJ DE MENSEN THUIS)
- Cees Geel = Uitvinder Oranje Nazihelmpjes (14 januari 2006) + Uitvinder Blowbord (11 februari 2006)
- Peter Heerschop = Salvador van Dale (4 februari 2006) + Theo Curling (18 februari 2006)
- Anne-Marie Jung = VVD Vrouw #3 (11 maart 2006)
- Alex Klaasen = Joost van Dommelen (BIJ DE MENSEN THUIS) + Ongeboren Màxima-Baby (29 september 2006)
- Frank Lammers = Cor van Dommelen (BIJ DE MENSEN THUIS) + Taxi Chauffeur (28 januari 2006) + Guus Gerritsen (11 maart 2006) + Henk Barendse (01 april 2006) + Kandidaat Ruud (15 april 2006) + Appie de Coke (22 april 2006)
- Thomas van Luyn = Prins Carnaval Sjefke de 8e (18 februari 2006)
- Daniela Oonk = VVD Vrouw #2 (11 maart 2006)
- Mimoun Ouled Radi = Marokkaan Mo (4 februari 2006)
- Ellen Pieters = Joke van Dommelen (BIJ DE MENSEN THUIS)
- Patrick Stoof = Brutale Smurf (21 januari 2006) + Anonieme Tipgever (29 april 2006)
- Viggo Waas = Massouf (30 december 2005) + Afghaan Mohammed (14 januari 2006)
- Sanne Wallis de Vries = Vrouw Zonder Gezicht (11 februari 2006)